# لیور فرانسه

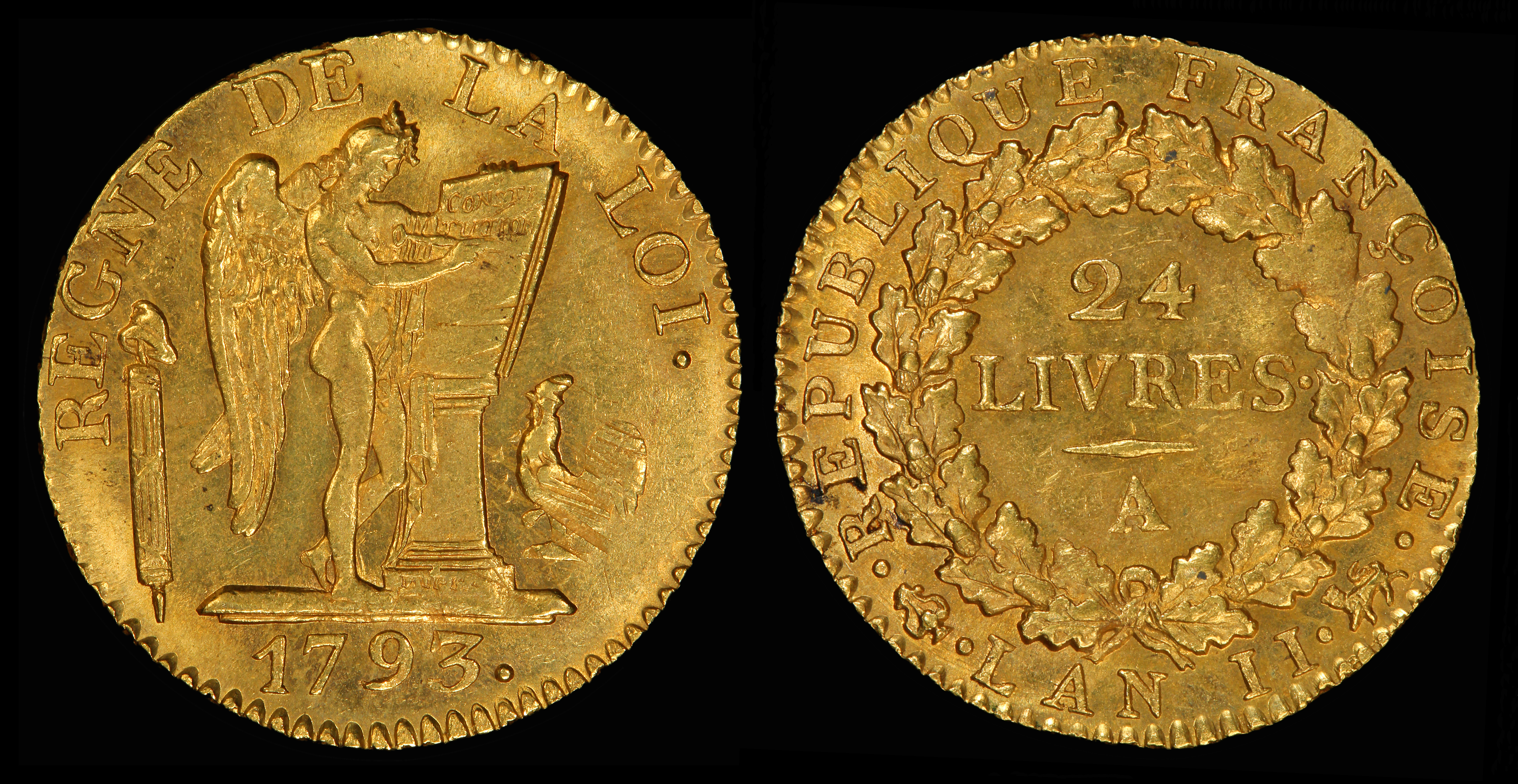
سکهٔ طلای ۲۴ لیوْر فرانسه، به وزن ۷٬۶۴ گرم، متعلق به سال ۱۷۹۳ میلادی

لیوْر فرانسه (به فرانسوی: livre française، انگلیسی: French livre؛ معادل فرانسوی پوند) یکای پول پادشاهی فرانسه و فرانک باختری، ایالت پیش از آن، از سال ۷۸۱ تا ۱۷۹۴ میلادی بود. چندین نوع لیوْر وجود داشته و بعضی از آن‌ها همزمان با هم موجود بوده‌اند. لیوْر نام یکای سکه‌ها و حساب‌ها بوده‌است.

## تاریخچه
لیور توسط شارلمانی به عنوان یک واحد حساب برابر با یک پوند نقره تأسیس شد. این واحد پول به ۲۰ سولیدوس تقسیم می‌شد که هر یک از معادل ۱۲ دینار بود. کلمه لیور از کلمه لاتین libra، یک واحد وزن رومی، و دینار از دناریوس رومی آمده‌است. این سیستم خود به عنوان الگوی بسیاری از ارزهای اروپا از جمله پوند انگلیس، لیر ایتالیا، دینرو اسپانیا و دینهیرو پرتغال عمل می‌کرد.